# Artur Miziński
Artur Grzegorz Miziński (Opole Lubelskie, Lublin Voivodeship, Polônia, 13 de fevereiro de 1965) é um ministro católico romano e bispo auxiliar de Lublin.
Em 23 de março de 1989, Artur Miziński recebeu o Sacramento da Ordem para a Diocese de Lublin do Bispo Bolesław Pylak.
De 1992 a 1994 estudou direito canônico na Pontifícia Universidade de Santa Croce em Roma e obteve seu doutorado na Pontifícia Universidade Lateranense.
Em 3 de maio de 2004, o Papa João Paulo II o nomeou Bispo Titular de Tarasa na Numídia e Bispo Auxiliar de Lublin. O arcebispo de Lublin, Józef Życiński, o consagrou bispo em 30 de maio do mesmo ano; Os co-consagradores foram o arcebispo emérito de Lublin, Bolesław Pylak, e o bispo de Sandomierz, Andrzej Dzięga. Foi então nomeado Vigário Geral.
Em 2014 foi eleito Secretário Geral da Conferência Episcopal Polonesa e liberado de sua obrigação de residência na diocese e de seus deveres como bispo auxiliar durante seu mandato.